# (70737) Stenflo
(70737) Stenflo est un astéroïde de la ceinture principale.

## Description
(70737) Stenflo est un astéroïde de la ceinture principale. Il fut découvert le 8 novembre 1999 à Gnosca par Stefano Sposetti. Il présente une orbite caractérisée par un demi-grand axe de 2,64 UA, une excentricité de 0,22 et une inclinaison de 4,8° par rapport à l'écliptique.

## Compléments